# Поточний ремонт
Поточний ремонт (рос. текущий ремонт; англ. running (routine) repair, servicing; нім. laufende Reparatur f) – 
- 1) Заміна чи ремонт окремих невідповідальних вузлів чи деталей, невеликий ремонт будинків, споруд, які виконуються згідно з планом профілактичного (планово-запобіжного) ремонту. Поточний ремонт підрозділяється на малий – заміна чи ремонт змінних деталей і регулювання механізмів; середній – заміна чи відновлення спрацьованих деталей, часткове розбирання машин (середні ремонти при періодичності більше року відносяться до капітальних і витрати на їх проведення ураховуються в нормах амортизації). Р.п. проводиться спеціалізованими підрозділами гірничих підприємств, а також виїзними бригадами, які здійснюють ремонт на місці (наприклад, ремонт обладнання бурового устатковання після закінчення буріння).
- 2) Часткове відновлення основних засобів, що здійснюється за рахунок витрат виробництва.